# Aplidium yezoense
Aplidium yezoense is een zakpijpensoort uit de familie van de Polyclinidae. De wetenschappelijke naam van de soort is voor het eerst geldig gepubliceerd in 1967 door Tokioka.